# Dendrobium nothofagicola
Dendrobium nothofagicola là một loài thực vật có hoa trong họ Lan. Loài này được T.M.Reeve mô tả khoa học đầu tiên năm 1982.